# ورزشگاه شهدای فولاد خوزستان
ورزشگاه فولاد آرنا خوزستان با نام رسمی ورزشگاه شهدای فولاد ششمین ورزشگاه بزرگ ایران و ورزشگاه خانگی باشگاه فولاد خوزستان است که در شهر اهواز قرار دارد. فولاد آرنا یکی از زیباترین ورزشگاه های آسیا و جهان است و در سال 2018 کاندید زیباترین ورزشگاه در جهان شد و در ردیف هفتم قرار گرفت.
این ورزشگاه توسط شرکت جهان کوثر، به عنوان پیمانکار اصلی و در ۲۲ آبان ۱۳۹۷ با حضور اسحاق جهانگیری (معاون اول وقت رئیس‌جمهور) و مسعود سلطانی‌فر (وزیر وقت ورزش و جوانان) به‌طور رسمی گشایش یافت.

## پیشینه
نخستین بازی رسمی که در این ورزشگاه برگزار شد، بازی میان فولاد خوزستان و سپاهان اصفهان بود که با نتیجه یک بر یک پایان یافت.
فینال جام حذفی ایران در فصل ۱۳۹۷/۱۳۹۸ در این ورزشگاه برگزار شد. این بازی میان پرسپولیس تهران و داماش گیلان برگزار شد که با نتیجه یک بر صفر به سود پرسپولیس و قهرمانی پایان یافت.

## ویژگی‌ها
فولاد آرنا ۳۰٬۰۰۰ تماشاگر را در خود جای می‌دهد. در فولاد آرنا، پیست تارتان وجود ندارد. نورافکن‌های ورزشگاه نیز روی لبه‌های سقف کار گذاشته شده است. همچنین نور پروژکتورها معادل ۲۸۰۰ لوکس است.
در ساخت این ورزشگاه از ورزشگاه‌هایی در کشورهای ترکیه، آلمان و امارات الگوبرداری شد. ساخت یک هتل نیز در کنار ورزشگاه پیش‌بینی شده بود. ساخت پارکینگ‌ها نیز به یک چالش در هنگام اجرای پروژه تبدیل گردید.

### ترابری
عدم توجه به رفاه تماشاگران چه شهری چه استانی برای ورود به ورزشگاه باعث نگرانی‌هایی شده است. فاصله طولانی این ورزشگاه تا شهر باعث نقدهایی از سوی سرمربی‌های پیشین فولاد نیز شده است.

## بازخوردها
در یک نظرسنجی که ۳۵ هزار نفر در آن شرکت کردند، ۲۷ ورزشگاه ساخته شده زیبا در سال ۲۰۱۸ میلادی گزینش شدند که این ورزشگاه هم جزو آنان بود. ورزشگاه‌هایی از ترکیه، روسیه و عراق هم در این لیست بودند.
رسانه‌های ایران به ستودن این ورزشگاه پرداختند و نزدیک بودن سکوها به چمن را از ویژگی‌های مهم آن دانستند.
فولاد آرنا در ژانویه ۲۰۲۵، نامزد زیباترین ورزشگاه جهان در سال ۲۰۲۴ شد.

## نگارخانه

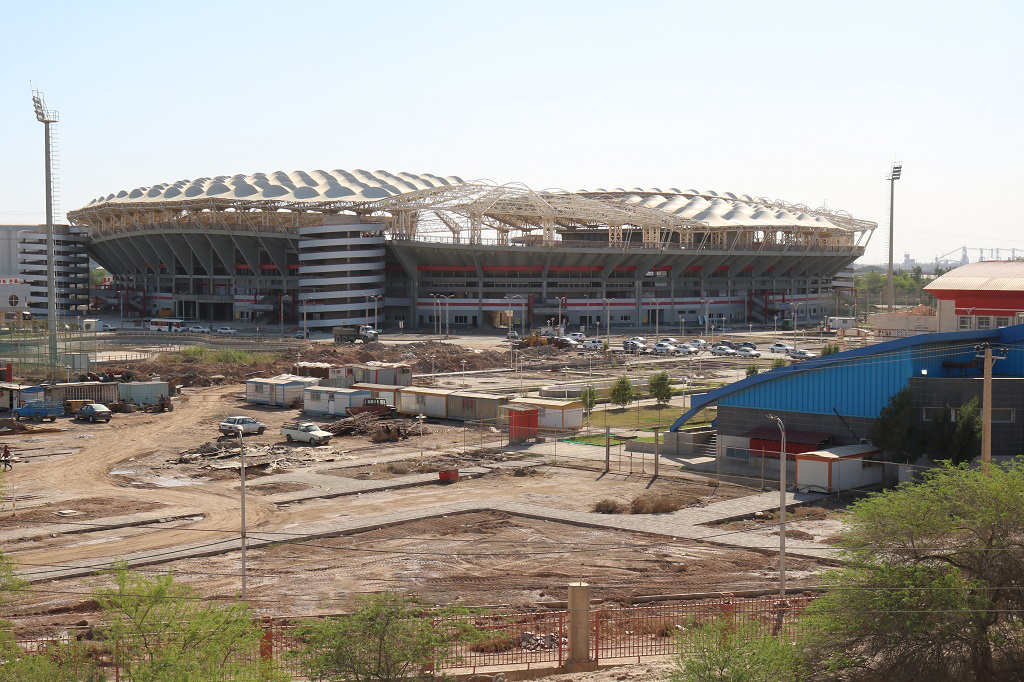
در حال ساخت
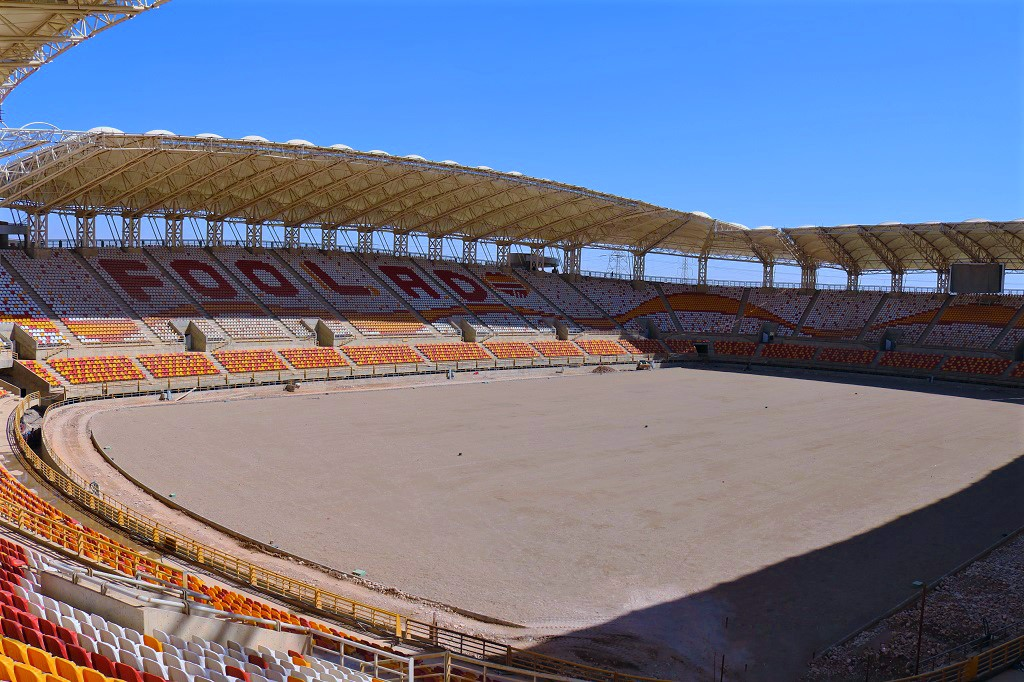
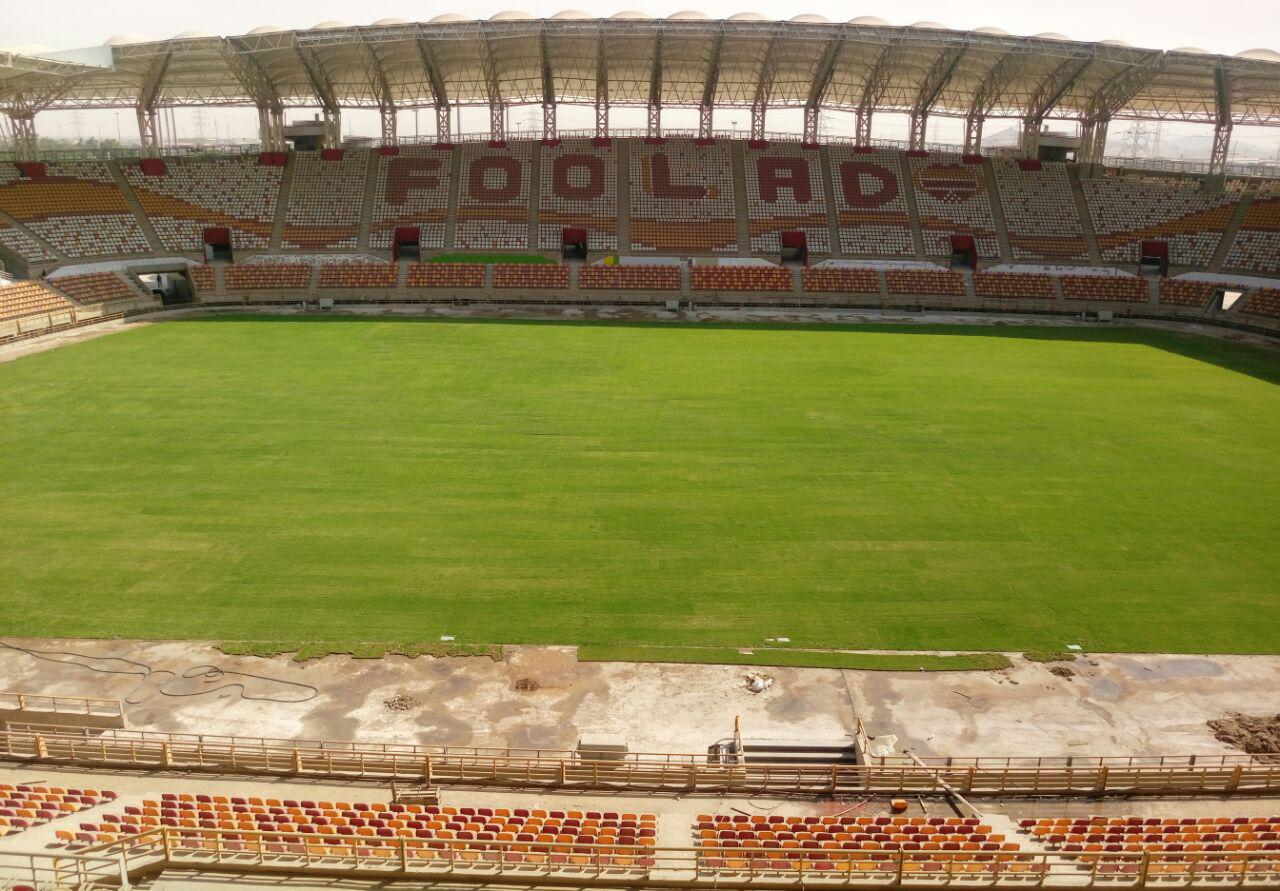
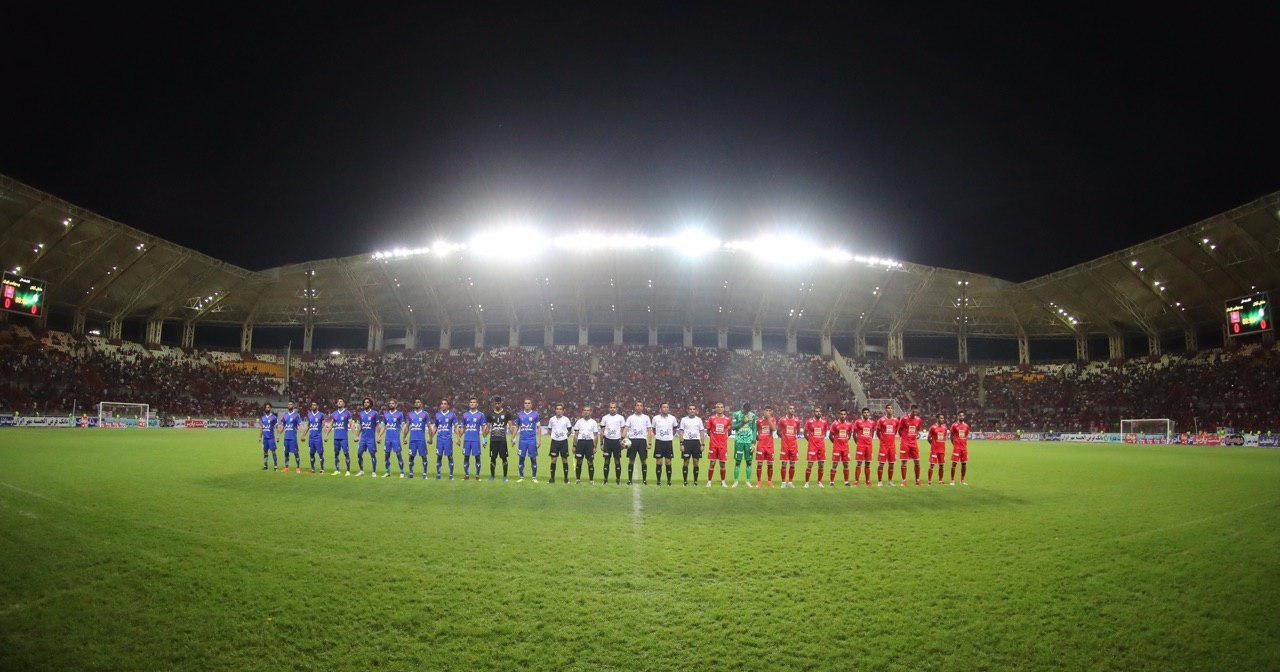